# نیروهای مسلح پرتغال
نیروهای مسلح پرتغال (پرتغالی: Forças Armadas) مجموعه نیروهای نظامی پرتغال است، که از ارتش پرتغال، نیروی دریایی پرتغال و نیروی هوایی پرتغال تشکیل می‌شود.
رئیس‌جمهور با عنوان «فرمانده کل نیروهای مسلح» فعالیت می‌کند. با این حال، مدیریت نیروهای مسلح و اجرای سیاست دفاع ملی توسط دولت (به ریاست نخست‌وزیر) از طریق وزیر دفاع ملی انجام می‌شود. بالاترین مقام نظامی، رئیس ستاد کل نیروهای مسلح است که در زمان صلح، کنترل عملیاتی نیروهای مسلح را برعهده دارد و در صورت وجود وضعیت جنگی، کنترل کامل آنها را برعهده می‌گیرد.
نیروهای مسلح وظیفه محافظت از پرتغال و همچنین حمایت از تلاش‌های بین‌المللی حفظ صلح را در صورت دستور سازمان پیمان آتلانتیک شمالی (ناتو)، سازمان ملل یا اتحادیه اروپا برعهده دارند.
پرتغال در شاخص صلح جهانی ۲۰۱۷ در رتبه سوم صلح‌آمیزترین کشورهای جهان قرار گرفت و در حال حاضر مشکلات امنیت ملی قابل توجهی ندارد، بنابراین، نیروهای مسلح پرتغال بر فعالیت‌های خدمات عمومی غیرنظامی و عملیات نظامی خارجی متمرکز شده‌اند. عملیات خارجی اخیر شامل اقدامات ضد دزدی دریایی در خلیج عدن، درگیری‌ها در جمهوری آفریقای مرکزی و افغانستان، ماموریت‌های حفظ صلح در تیمور شرقی، لبنان، کوزوو و بوسنی و هرزگوین و پلیس هوایی ایسلند و کشورهای بالتیک است.
واحدهای نظامی و سایر نهادها در سراسر قلمرو پرتغال، از جمله پرتغال قاره‌ای، مادیرا و آزورس، مستقر هستند. در اوایل دهه ۱۹۹۰، نیروهای مسلح پرتغال برای زنان نیز آزاد شدند. پرتغال تا نوامبر ۲۰۰۴ خدمت سربازی اجباری برای همه مردان سالم داشت.